# Людовик-Шарль дю Шаффо
Людовик-Шарль дю Шаффо ( Louis Charles du Chaffault de Besné, 29 лютого 1708 — 27 червня 1794) — французький аристократ, військовий діяч, адмірал.

## Життєпис
Походив з впливового бретонського роду. Син Жіль-Луї дю Шаффо, радника парламенту Бретані, капітана військового корабля «Рояль». Луї-Шарль розпочав свою службу на кораблі батька. У 1725 році отримує звання мічмана. У 1728 році брав участь у поході до північної Африки, де під орудою шевальє де Гуйон відбулося бомбардування Тунісу. У 1737 році отримує чин лейтенанта. У 1739 році був учасником експедиції до Данії та Швеції.
У 1746 році отримав звання лейтенанта лінійного корабля, у 1747 році стає лейтенантом фрегата у 36 гармат. Того ж року бере участь у поході ескадри Люса де Гішена до острова Гаїті (в цей час точилася Війна за австрійську спадщину). Незабаром звитяжно бився у складі ескадри Анрі-Франсуа де Гербі біля мису Фіністерре, де англійський флот розбив французький. Після цього лише у 1754 році отрмиує звання капіта лінійного корабля (відповідає капітану I рангу).
Під час Семирічної війни на чолі корабля L'Atalante дю Шаффо у складі ескадри Шарля-Олександра Мореля у 1756 роцідіяв у Карибському басейні. Бойові дії обмежилися окремими сутичками з англійцями. Втім дю Шаффо зумів зарекомендувати себе мужнім та розсудливим капітаном. Того ж року він разом з ескадрою повернувся до Франції. у 1758 році очолив ескадру й транспорту, що йшли на допомогу французьким колоністам у Канаді. Проте дю Шаффо не зумів допомогти фортам Луїсбург та Порт-Рояль, які зрештою були захполені англійцями. на зворотньому шляху витримав бій з англійським флотом, який не приніс перемоги жодній із сторін.
У 1764 році отримує звання адмірала. у 1765 році очолив похід проти піратів Сале. Протягом червня провів успішне бомбардування самого Сале та іншого марокканського міста Лараш, після чого відплив до Кадіса. У 1775 році отримав від короля пенсіон у 6000 ліврів та військовий орден Святого Людовика.
Луї-Шарль дю Шаффо був учасником війни з Англією під час боротьби Американських штатів за незалежність. У 1777 році відзначився у битві при Уесані, за що отримав додатковий пенсіон у 3000 ліврів. У 1779 році призначається головою об'єднаного франко-іспанського флоту. Втім особливих успіхів не досяг. Незабаром пішов у відставку.
Під час Французької революції не брав участі у політичних подіях. Втім у 1791 році революційний комітет надав дю Шаффо звання віце-адмірала. Згодом підтримав повстання роялістів у Вандеї. Брав активну участьу битві при Монтегю у 1793 році. У 1794 році дю Шаффо було заарештований і відправлений до замку Люсанкей, поблизу Нанту. 
Тут він помер 27 червня того ж року.